# شخصی پشت در
شخصی پشت درب (فرانسوی: Quelqu'un derrière la porte‎) یک فیلم سینمایی فرانسوی در ژانر درام و فیلم جنایی محصول سال ۱۹۷۱ میلادی به کارگردانی نیکولاس گسنر است.
این فیلم در محلی در فوکستون ، انگلستان فیلمبرداری شد. 

## داستان
یک جراح مغز برای قتل همسر خود شخصی فراموش کار (آلزایمری) یادزدودگی را استخدام می کند و مطمئن است که این مرد هیچ خاطره ای را از آنچه انجام داده است فراموش می‌کند.